# Ablemma makiling
Espèce
Ablemma makiling est une espèce d'araignées aranéomorphes de la famille des Tetrablemmidae.

## Distribution
Cette espèce est endémique de Luçon aux Philippines.

## Étymologie
Son nom d'espèce lui a été donné en référence au lieu de sa découverte, le mont Makiling.

## Publication originale
- Lehtinen, 1981 : Spiders of the Oriental-Australian region. III. Tetrablemmidae, with a world revision. Acta Zoologica Fennica, vol. 162, p. 1-151.